# Прапор Гдині
Прапор Гдині — один із символів міста Гдиня у вигляді прапора . Це внутрішній репрезентативний знак, що символізує місто як комуну  .

## Історія
Прапор Гдині прийнятий 20 квітня 1994 року постановою міської ради. Його автор — Юзеф Єзерський  .

## Зовнішній вигляд і символіка
Прапор Гдині являє собою прямокутний полотнище з пропорціями сторін 3:5, ідентичним з обох боків, з двома горизонтально розташованими полями, білим у верхній частині та бірюзовим у нижній частині, що символізує небо і море . Співвідношення ширини білого поля до бірюзового 3:1. На білому полі розміщено герб Ґдині, вісь якого розміщена на 1/4 його довжини з боку щогли. На бірюзовому полі у верхній його частині горизонтально, паралельно довгій стороні цього поля, проходить вузька біла смуга, що символізує прихід морської хвилі   .